# 유, 더 리빙
유, 더 리빙(Du Levande, You, The Living)은 노르웨이에서 제작된 로이 앤더슨 감독의 2007년 코미디, 드라마 영화이다. 프레드 앤더슨 등이 주연으로 출연하였고 필립 보버 등이 제작에 참여하였다.

## 출연

### 주연
- 프레드 앤더슨
- 비욘 잉글런드

### 조연
- 엘리자베스 헬렌더
- 제시카 룬드버그
- 샌디 맨슨